# デイヴィッド・ホックニー
デイヴィッド・ホックニー（David Hockney、1937年7月9日 - ）は、20世紀から21世紀のイギリスの画家、芸術家。
現在はフランス・ノルマンディーを拠点として活動する。1960年代よりポップアート運動にも参加し大きな影響を与え、イギリスの20世紀の現代芸術を代表する1人である。

## 生涯
1937年、イギリスのブラッドフォードに生まれ、ブラッドフォード・カレッジ・オブ・アート（Bradford College of Art）に学んでいる。その後学んだロンドンのロイヤル・カレッジ・オブ・アート在学中にイギリスのポップ・アートシーンの立役者ピーター・ブレイクと共に「若手現代芸術家展（Young Comtemporaries）」に出展した。その後ポップ・アート運動に参加するものの、初期の作品はフランシス・ベーコンの作品に似た表現主義傾向を残すものであった。
1963年からはホックニーは画商ジョン・カスミンを通じて作品を発表するようになる。1963年にニューヨークを訪れ、アンディ・ウォーホールと出会う。その後1964年アメリカ合衆国カリフォルニア州を訪れ、その後そのまま長期間住むこととなるロサンゼルスで、当時まだ比較的新しい画材であったアクリル素材でプールを描いた作品群を制作することになった。1967年にはリヴァプールのウォーカー・アート・ギャラリーで開催される「ジョン・ムーアズ・リヴァプール」展で絵画賞（John Moores Painting Prize）受賞。
以後もロサンゼルスを拠点に制作を続けている。彼はカリフォルニア定住以前にも以後にもしばしば世界中を旅行し、ロンドン、ニューヨーク、エジプト、中国にも長期滞在したことがある。

## 作品
作品は、アメリカ西海岸の明るい陽光を感じさせる華やかな色調で、室内風景、プールのある邸宅、人物などを描いたものが多い。母国での人気の理由の一つとして、英国人の多くが持っている米国へのあこがれと、英国をめでる気持ちの双方が作品に反映されていることがあるとの指摘もある。油彩のほかクレヨン画や、数十枚のスナップ写真を貼り合わせたフォト・コラージュの作品にも優れたものがある。また、スカラ座やメトロポリタン歌劇場などのための舞台芸術も多く手がけている。
2018年11月にはクリスティーズ・ニューヨークで行われたオークションで1972年の作品『芸術家の肖像画―プールと2人の人物―』が9031万2500ドル（約102億4459万円）で落札され、今なお破られていない現存作家による最高落札価格を記録している。

## 受賞
1997年にはイギリスの勲章のコンパニオンズ・オブ・オーナー勲章（Order of the Companions of Honour）を、2012年にはメリット勲章を受章している。

## 常設展示
- 1853 ギャラリー ソルテア ウェスト・ヨークシャー
- テート・ブリテン (ロンドン)
- ルイジアナ近代美術館 デンマーク
- ロサンゼルス郡美術館（LACMA）

## 代表作
- 「We Two Boys Together Clinging」（1961年）
- 「Peter Getting Out Of Nick's Pool」（1966年）
- 「Beverly Hills Housewife」（1966年-1967年）：ホックニーを後援したベティ・フリーマン（英語版）を描いた作品。
- 「The Splash」（1967年）
- 「A Bigger Splash」（1967年）テート・ブリテン
- 「Mexican Hotel, Acatlan」（1984年、テート・ブリテン所蔵）
- 「Views of Hotel Well I」（1985年）
- 「大きな室内、ロサンゼルス」（1988年、メトロポリタン美術館所蔵）
- 「A Bigger Grand Canyon」（1988年、ナショナルギャラリー・オブ・オーストラリア所蔵）：60枚の絵で1枚の巨大な絵を構成している作品。
- 「Fax Drawings」（1989年）
- 「BMW Art Car,BMW 850CSI」（1995年）
- 仕事場への道　マルホランド・ドライブ

## 著作
- 72 Drawings (1971), Jonathan Cape, London, ISBN 0-224-00655-X
- David Hockney (1976), Thames & Hudson, London, ISBN 0-500-09108-0
- Travels with Pen, Pencil and Ink (1978), Petersburg Press, New York, ISBN 0-902825-07-0
- Pictures by David Hockney (ed. Nikos Stangos) (1979), Thames & Hudson, London, ISBN 0-500-27163-1
小山昌生訳『ホックニーが語るホックニー』PARCO出版局、1984年
- Blue Guitar: Etchings by David Hockney Who Was Inspired by Wallace Stevens Who Was Inspired by Pablo Picasso (1977), Petersburg Press, New York, ISBN 0-902825-03-8
- Travels with Pen, Pencil and Ink (1980), Tate Gallery, London ISBN 0-905005-58-9
- Looking at Pictures in a Book at the National Gallery (The artist's eye) (1981), London: National Gallery
- Photographs (1982), Petersburg Press, New York, ISBN 0-902825-15-1
- Hockney's Photographs (1983), Arts Council of Great Britain, London, ISBN 0-7287-0382-3
- Martha's Vineyard and other places: My Third Sketchbook from the Summer of 1982 (with Nikos Stangos), (1985), Thames and Hudson, London, ISBN 0-500-23446-9
- David Hockney: Faces 1966–1984 (1987), Thames & Hudson, London, ISBN 0-500-27464-9
- Hockney's Alphabet (with Stephen Spender) (1991) Random House, London, ISBN 0-679-41066-X
- David Hockney: Some Very New Paintings (Intro by William Hardie) (1993), William Hardie Gallery, Glasgow, ISBN 1-872878-03-2
- Off the Wall: A Collection of David Hockney's Posters 1987–94 (with Brian Baggott) (1994), Pavilion Books, ISBN 1-85793-421-0
- Picasso (1999), Galerie Lelong ISBN 2-86882-026-3
- Une éducation artistique (1999), Galerie Lelong ISBN 2-86882-028-X
- Hockney's Pictures (2001), Thames & Hudson, London, ISBN 0-500-28671-X
- David Hockney: Poster Art (1995), Chronicle Books, ISBN 0-8118-0915-3
- That's the Way I See It (with Nikos Stangos) (1989), Thames & Hudson, London, ISBN 0-500-28085-1
デイヴィッド・ホックニー著／ニコス・スタンゴス編『僕の視点　芸術そして人生』斉藤泰嘉訳、美術出版社、1993年
- Secret Knowledge: Rediscovering the lost techniques of the Old Masters (Thames & Hudson; Viking Studio, 2001; Expanded Edition 2006)
木下哲夫訳『秘密の知識　巨匠も用いた知られざる技術の解明』青幻舎、2006年、普及版、2010年　（西洋絵画の巨匠（オールドマスター）たちが凹面鏡やカメラ・オブスクラやカメラ・ルシーダなどの光学装置を使って絵を描いたという説を主張し、反響を呼んだ。）
- Hockney on Art: Conversations with Paul Joyce (2008), Little, Brown and Company, New York, ISBN 1-4087-0157-X
- David Hockney's Dog Days (2011), Thames & Hudson, London, ISBN 0-500-28627-2
- A Yorkshire Sketchbook (2011), Royal Academy of Arts, London, ISBN 1-907533-23-0
- David Hockney: A Bigger Picture (2012), Thames & Hudson, London, ISBN 978-0-500-09366-5
- David Hockney: A Bigger Exhibition (2013), Fine Arts Museums of San Francisco and DelMonico with Prestel, ISBN 978-3-7913-5334-0
- A History of Pictures (with Martin Gayford) (2016), Thames & Hudson, London, ISBN 978-0-500-23949-0
木下哲夫訳『絵画の歴史　洞窟壁画からiPadまで』青幻舎、2017年
- A History of Pictures for Children (with Martin Gayford) (2018), Thames & Hudson, London, ISBN 978-0-500-65141-4
『はじめての絵画の歴史　「見る」「描く」「撮る」のひみつ』青幻舎、2018年　（『絵画の歴史』の入門版）

## 書目
- Weschler, L. Cameraworks (with David Hockney – photographer) (1984) Alfred A. Knopf, (portions of the essay by Weschler appeared in the New Yorker in a slightly different form), ISBN 0-394-53733-5
- Geldzahler, H., Knight, C., Kitaj, R. B., Schiff, G., Hoy, A., Silver, K. E. and Weschler, L. David Hockney: A Retrospective (Painters & sculptors) (1988), Thames and Hudson, London, ISBN 0-500-23514-7
『ホックニー画集　ひとつの回顧』西野嘉章訳、リブロポート、1988年
- Shanes, E. Hockney Posters (with David Hockney), (1988), Crown Publishing Group, ISBN 0-517-56584-6
- Luckhardt, U. and Melia, P. David Hockney: A Drawing Retrospective (1995),  Thames and Hudson, London, ISBN 0-500-09255-9
- Livingstone, M. David Hockney: Space and Line (1999), Annely Juda Fine Art, London, ISBN 1-870280-74-1
- Livingstone, M. David Hockney: Painting on Paper (2002), Annely Juda Fine Art, London, ISBN 1-870280-95-4
- Livingstone, M. David Hockney: Egyptian Journeys (2002), American University in Cairo Press, Cairo, ISBN 977-424-737-X
- Frémon, J David Hockney, Close and far (2001) ISBN 978-2868820532
- Howgate, S. David Hockney Portraits (2006), National Portrait Gallery, ISBN 1-85514-362-3
- Melia, P. and Luckhardt, U. David Hockney: Paintings (2007), Prestel, Munich, ISBN 3-7913-3718-1
- Becker, C. and Livingstone, M. David Hockney (2009), Swiridoff Verlag, Künzelsau, ISBN 3-89929-154-9
- Sykes, C. S. Hockney: The Biography (2011), Century, ISBN 1-84605-708-6
- Seckiner, S. South (Güney), published July 2013, consists of 12 article and essays. One of them, American Collectors, re-focus on David Hockney's importance in the philosophy of art.  ISBN 978-605-4579-45-7.
- Dagen, P. David Hockney, The Arrival of Spring in Woldgate (2015) ISBN 9782868821188